# Pléiade (IIIe siècle av. J.-C.)
Pour les articles homonymes, voir Pléiade.
La Pléiade est le nom, emprunté à un amas d'étoiles, par lequel un groupe de poètes d'Alexandrie du IIIe siècle avant notre ère se fit connaître.
Le Canon alexandrin y dénombre sept membres, mais dont la liste varie selon les auteurs; on y retrouve notamment : Apollonios de Rhodes, Aratos de Soles, Philiscos de Corcyre, Homère le Jeune, Lycophron, Nicandre de Colophon, Théocrite, Sosiphane de Syracuse, Alexandre d'Etolie ou Sosithée d'Alexandrie qui vécurent tous au temps de Ptolémée II Philadelphe.
Le terme fut repris par de nombreux autres groupes de poètes, dont le plus célèbre est probablement la Pléiade poétique de la Renaissance, illustrée par Ronsard et Du Bellay.